# Список легионеров ФК «Десна»

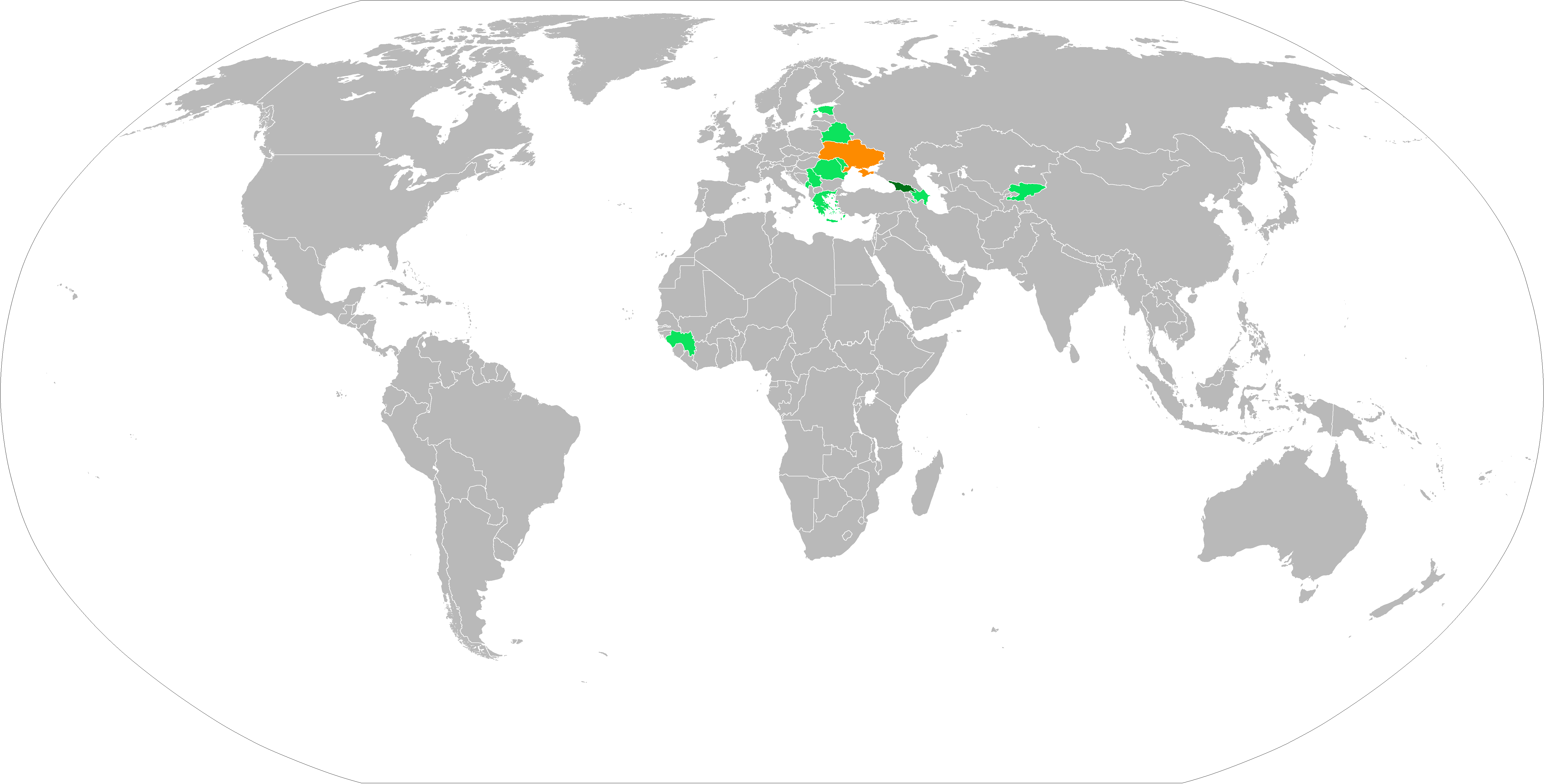
Карта стран, из которых происходят легионеры «Десны». Тёмно-зелёным обозначены страны, откуда в команде играло пять или более футболистов, светло-зелёным — менее пяти.

В данном списке представлены иностранные футболисты, выступавшие за клуб «Десна».

## Список
Данные по состоянию на 10 декабря 2021 года. 
Жирным шрифтом выделены игроки, выступающие за клуб в настоящее время.

## Гражданство легионеров
| Гражданство         | Количество легионеров |
| ------------------- | --------------------- |
| Грузия              | 10                    |
| Азербайджан         | 1                     |
| Белоруссия          | 1                     |
| Гвинея              | 1                     |
| Греция              | 1                     |
| Молдавия            | 1                     |
| Румыния             | 1                     |
| Сербия и Черногория | 1                     |
| Эстония             | 1                     |